# Harvey Milk High School
Die Harvey Milk High School (HMHS) ist eine überwiegend, aber nicht ausschließlich, homosexuellen, bisexuellen und transgeschlechtlichen Jugendlichen vorbehaltene High School im East Village (Manhattan). Sie wurde im April 1985 als Projekt mit nur zwei Räumen und 20 Schülern gegründet und anfangs vom Hetrick-Martin Institute betrieben, welches jetzt noch die Schirmherrschaft innehat. Sie war damit die 38. außerordentliche Schule in New York, die es für Kinder und Jugendliche mit speziellen Bedürfnissen gab. Benannt ist sie nach dem 1978 ermordeten, offen schwulen Stadtrat von San Francisco, Harvey Milk.
Im Jahr 2002 wurde die HMHS von einer privaten in eine öffentliche Schule umgewandelt und bekam gleichzeitig die volle Anerkennung als vierjährige High School. Sie steht nun unter der Aufsicht des New York City Department of Education und ist Teil eines Systems von Schulen für Schüler, die aus verschiedenen Gründen in „normalen“ High Schools große Probleme haben. Sie beherbergt nach Renovierung und Anbau derzeit ca. 170 Schüler, von denen 95 % Dunkelhäutige oder Lateinamerikaner sind, meist aus ärmeren Familien. Relativ viele Schüler wurden nach ihrem Coming-out von ihren Eltern verstoßen, 10 % der Schüler leben in Pflegeheimen. Viele Schüler haben auch mindestens einen Suizidversuch hinter sich. 13 % der Schüler sind selbst heterosexuell, wurden aber z. B. wegen ihrer schwulen und lesbischen Eltern schikaniert. Eine Untersuchung der National Mental Health Organisation zeigte, dass 30 % der homosexuellen Schüler in Standard-High-Schools bedroht, angegriffen oder verletzt werden. Die HMHS bietet dagegen Sicherheit vor täglicher Verfolgung und Bedrohung. Die Abschlussquote ist weit besser als an anderen New Yorker Schulen: 95 % schaffen den Abschluss und 60 % die Aufnahme auf ein College. Bei homosexuellen Schülern auf anderen Schulen liegt die Abbrecherquote laut SIECUS (Sexuality Information and Education Council of the United States) dagegen dreimal höher als bei heterosexuellen Jugendlichen.
Der Ausbau der Schule 2003 mit einer Investitionssumme von 3,2 Mio. Dollar wurde von Bürgermeister Michael Bloomberg unterstützt, wobei er zu diesem Zeitpunkt noch der Republikanischen Partei angehörte. Der demokratische Staatssenator Rubén Díaz dagegen, welcher schon das Gay Games Sports Festival verbannen wollte, da es die Verbreitung von AIDS verursachen könnte, verklagte die Schule am Obersten Gerichtshof von New York, weil er fand, dass 3,2 Millionen Dollar Steuergelder für „100 Schüler, nur auf Grund ihrer sexuellen Orientierung“,  eine illegale Benachteiligung heterosexueller Kinder sei, die auf ärmere Schulen gehen müssten. Die Klage wurde aber abgewiesen. Auch so mancher Bürgerrechtler hält so eine Schule für den falschen Schachzug. Norman Siegel, Direktor des Freedom Legal Defense and Education Projects, fordert: „Sondert nicht die Opfer aus, sondern die Täter“.

## Vergleichbare Einrichtungen
- Eine ähnliche Einrichtung existiert mit der Alliance High School in Milwaukee.
- In Chicago wurde 1997 Sexuelle Orientierung in die Nichtdiskriminierungsrichtlinien der Öffentlichen Schulen aufgenommen. Die Umsetzung durch die Schulen durch Änderung der Handbücher zieht sich hin und Schüler müssen kämpfen, um Gay Straight Alliances gründen zu dürfen.[3] Ab 2008 diskutiert man öffentlich über die Errichtung einer zuerst „Social Justice High School—Pride Campus“ genannten Schule.[4] Sie sollte etwa 600 Studenten Platz bieten, wovon eine Hälfte LGBTQs sein sollten. Bei der Abstimmung über insgesamt 14 neue Schulprojekte wurde die Entscheidung über dieses Projekt nach dem Einspruch zweier Eltern verschoben. Sie waren der Meinung, dass sich die „Schulen aus den Schlafzimmern zurückziehen sollen“ und wieder auf die 3 Rs (reading, writing and arithmetic) rückbesinnen. Die Schule dürfe kein Platz für eine zukünftige politische Agenda sein. Man sollte ihnen lieber aus diesem Lebensstil heraushelfen und ihnen nicht helfen in ihn einzusteigen. Wegen der Separierung wurde das Projekt auch unter Homosexuellen und homosexuellenfreundlichen Menschen diskutiert.[5] Daraufhin wurde das Konzept überarbeitet, sollte alle entrechteten Studenten inkludieren und der Name wurde in „Social Justice Solidarity High School“ geändert.[6] Manche sind der Ansicht, dass man wenn man schon separieren will, eine eigene Schule für die Tyrannen schaffen sollte.[7]
- Im Januar 2010 wird die „GLBTQ Online High School“[8] mit Sitz in Maplewood (Minnesota) ihren Betrieb aufnehmen. Sie ist dazu gedacht, Jugendliche in ländlichen Gegenden zu erreichen, die keinen Zugang zu den sonst bestehenden Ressourcen haben. David Johnson, Sozialpsychologielehrer an der University of Minnesota, sieht die Gefahr darin, dass die Schüler isoliert bleiben und sich dadurch vernachlässigt fühlen. Es wäre viel besser, wenn die Schüler in eine reguläre High School gehen würden.[9] Online Highschools generell gibt es mehrere, die beispielsweise Vorteile bieten, wenn man aus Krankheitsgründen zu Hause bleiben muss, wenn man in seinem eigenen Tempo lernen will, wenn man sich in einem üblichen Schulumfeld schlecht konzentrieren kann oder wenn sich das Lernen an eine Karriere anpassen muss, wie etwa bei Schauspielern.[10]